# Scheermes van Hanlon
Het scheermes van Hanlon of  Hanlons scheermes is de stelling dat iets niet aan kwade opzet moet worden toegeschreven als domheid een afdoende verklaring is (never attribute to malice what can be adequately explained by stupidity).
Waar de term vandaan komt, is niet bekend; een vergelijkbaar epigram wordt onder andere toegeschreven aan William James Laidley. Een mogelijke oorsprong is de gelijkenis met Ockhams scheermes. De website Status-Q schrijft het toe aan Robert J. Hanlon, die het kennelijk bijdroeg aan een boek over de Wet van Murphy.
Een vergelijkbaar citaat komt voor in Logic of Empire, een kort verhaal uit 1941 van Robert Heinlein: Je hebt omstandigheden die het gevolg zijn van domheid toegeschreven aan schurkachtigheid.
Ook wordt wel gedacht dat Hanlons scheermes een verbastering is van Heinleins scheermes. De spreuk wordt ook wel toegeschreven aan Napoleon.
Algemene opmerkingen over het overwicht van menselijke fouten op kwaadaardigheid zijn te vinden in diverse literaire werken; Goethes Die Leiden des jungen Werthers (1774) vermeldt: [...] misverstanden en nalatigheid veroorzaken meer verwarring in deze wereld dan bedrog en kwaadaardigheid. In elk geval komen de laatste twee veel minder vaak voor.